# تربويية (فين)
تربوییة (بالفارسية: تربوییه) هي قرية تقع في إيران في قسم فين الريفي. يقدر عدد سكانها بـ 52 نسمة بحسب إحصاء 2016.